# Tractat de Cazola
El Tractat de Cazola o Tractat de Cazorla, va ésser un acord signat el 20 de març de l'any 1179 entre Alfons I de la Corona d'Aragó i Alfons VIII de Castella, on es reparteixen les zones d'expansió d'aquests dos regnes a la península Ibèrica. Representa una continuïtat del Tractat de Tudilén.
A canvi de no haver de retre vassallatge al rei castellà per València, Alfons I mantenia el dret sobre els territoris governats pels emirats de Balànsiya (València) i de Daniya (Dénia i Illes Balears), mentre que per part d'Alfons III de Castella restaria sota el seu domini el territori corresponent a l'emirat de Múrsiya (Múrcia). En aquella data, la frontera entre Daniya i Múrsiya passava pel port de Biar, però les fronteres entre els emirats andalusins eren molt volàtils, per una banda, a causa de la posterior invasió almohade i, per altra banda, per la inestabilitat política interna entre els sayyids i tagarins andalusins.
Posteriorment, aquesta gran permeabilitat de les fronteres internes andalusines va portar a importants discrepàncies i conflictes entre les corones de Castella i d'Aragó, ja que Jaume I interpretava que Xàtiva restava fora de la frontera murciana (interpretant la delimitació a l'any 1179), mentre que Ferran III entenia que el límit arribava fins a Alzira (basant-se en la delimitació amb la signatura del Tractat d'Alcaràs de 1242). En assabentar-se Jaume I que Castella intentà retre Xàtiva, va accelerar l'expansió de la Corona d'Aragó cap al sud de València, amb una estratègia més basada en negociar capitulacions amb les viles andalusines, que no en la conquesta militar, fins dominar Xàtiva en 1248.
Els termes del Tractat de Cazola van haver de revisar-se pel que fa la frontera entre la Corona d'Aragó i la Corona de Castella, concretant de forma més minuciosa el repartiment de les viles a cada banda de la frontera, amb el tractats d'Almizra (1244), la Sentència Arbitral de Torrellas (1304) i del Tractat d'Elx (1305).